# Aino Aalto
Aino Maria Marsio-Aalto (Helsinki, 25 de enero de 1894-13 de enero de 1949) fue una arquitecta y diseñadora, pionera de la arquitectura finesa. Trabajó junto a Alvar Aalto, a quien se le atribuyen sus trabajos.

## Primeros años
Aino Marsio Aalto fue una de las primeras arquitectas finlandesas. Trabajó con su marido Alvar Aalto, hasta su fallecimiento en 1949. En las obras de arquitectura moderna en las que trabajaron, históricamente atribuidas exclusivamente a Alvar Aalto, se combina la influencia de la arquitectura vernácula escandinava con lo moderno y funcionalista. En este sentido, el diseño de interiores y de mobiliario de Aino Aalto (como el de la Villa Mairea, finalizada en 1939), fue pionero en el norte de Europa.
Luego de graduarse como arquitecta en la Universidad Politécnica de Helsinki en 1920, comenzó su carrera profesional junto al arquitecto Oiva Kallio. Siendo estudiante trabajó como aprendiz de carpintería y albañilería, experiencias que influirán de manera notable en su desempeño profesional. En 1924 comenzó a trabajar para la oficina de Alvar Aalto. Después de trabajar como su asistente durante aproximadamente seis meses, Aino y Alvar Aalto se casaron. Cuatro años mayor que Alvar, ambos se complementaban perfectamente: ella era una mujer pragmática, capaz de moderar alguna de las ideas infundadas de su marido, y además era una excelente dibujante. Sigfried Giedion señala que “Este era un matrimonio singular como todo lo relacionado con él. Su secreto estaba basado en una profunda reciprocidad de contrastes. Aalto era infatigable, efervescente e incalculable. Aino era meticulosa, perseverante y contenida. A veces es bueno cuando un volcán está rodeado por un meandro silencioso”  Los trabajos producidos en la oficina estaban usualmente firmados como «Aino y Alvar Aalto». 
Aino Aalto y Alvar tuvieron dos hijos: una hija llamada Johanna "Hanni" Alanen, nacida en 1925, y un hijo, llamado Hamilkar Aalto en 1928.

## Trayectoria

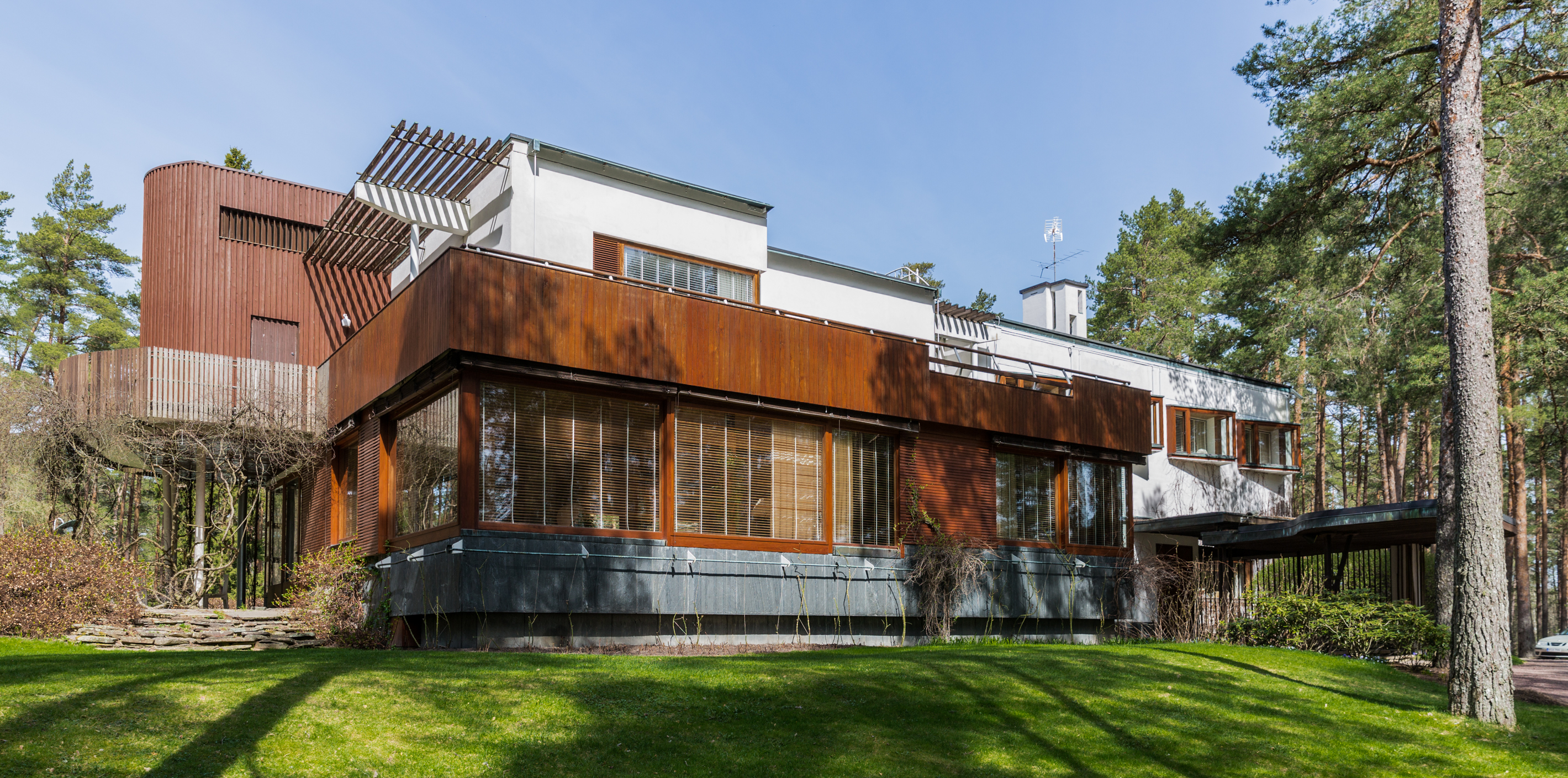
Villa Mairea

Como diseñadora, Aino Aalto es conocida principalmente por sus trabajos de pequeña escala, como el diseño de piezas de vidrio, el diseño de interiores (tales como la famosa Villa Mairea en Noormarkku de 1937-1939), el diseño de mobiliario (como el caso de parte de los muebles para el Sanatorio de Paimio 1927-1929), el diseño de cocinas (como la “cocina mínima” de 1930) y el de viviendas mínimas (como las viviendas para los trabajadores de diversas fábricas de la compañía Älhstrom).

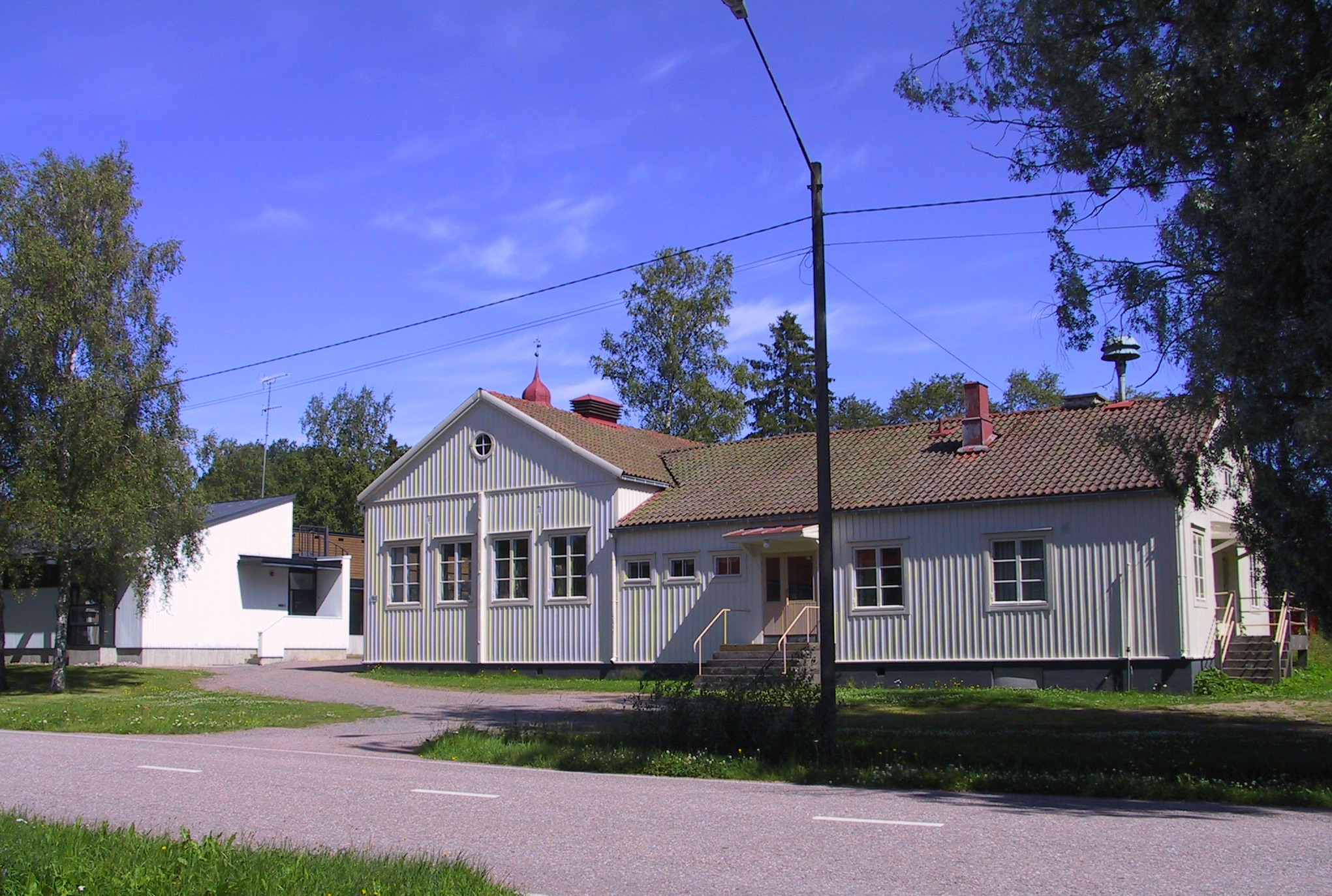
Parroquia Pöytyä

Entre sus primeros trabajos está la Parroquia Pöytyä que según Erling Bjertnae, asistente de la oficina fue obra completa de Marsio. Ella además se dedicó a la construcción de edificios de pequeña escala, especialmente villas veraniegas. El principal de ellos fue su propia casa de verano, Villa Flora en Alajärvi de 1926. A pesar de su modesta escala, ejemplifica muchas de las características del clasicismo nórdico: la combinación de los modos clásicos y vernáculos. En 1928, Alvar Aalto ganó el primer premio del concurso de diseño de prototipos para casa de fin de semana, organizado por la revista Aitta, con el proyecto llamado “Konsoli”, una adaptación de la Villa Flora.

En 1930, los Aalto expusieron en el Minimum Apartment Exhibition de Helsinki, presentando un apartamento pensado para la vida moderna, donde rediseñaron cada aspecto del ambiente doméstico. El diseño de éste estaba muy influido por la transformación social y el nuevo papel de la mujer en la sociedad, “su independización y emancipación de una posición sumisa hasta el pleno compañerismo” como expuso Alvar Aalto en una charla en 1930.
Aino Aalto diseñó la famosa “cocina mínima” que componía el elemento más interesante y novedoso de toda la vivienda. Influida en gran parte por la Cocina Frankfurt que diseñó Margarete Schütte-Lihoztky en 1926, fue la primera cocina empotrada moderna.
En 1935 los Aalto, junto con Maire Gullichsen (su amiga y principal cliente) y Nils-Gustav Hahlin, fundaron Artek (Arte+Técnica), una empresa dedicada a la “industria doméstica” que vendía accesorios de iluminación y muebles diseñados por Alvar y Aino. Desde su creación ella se desempeñó como directora creativa y a partir de 1941 se convirtió en su directora general hasta su muerte en 1949.

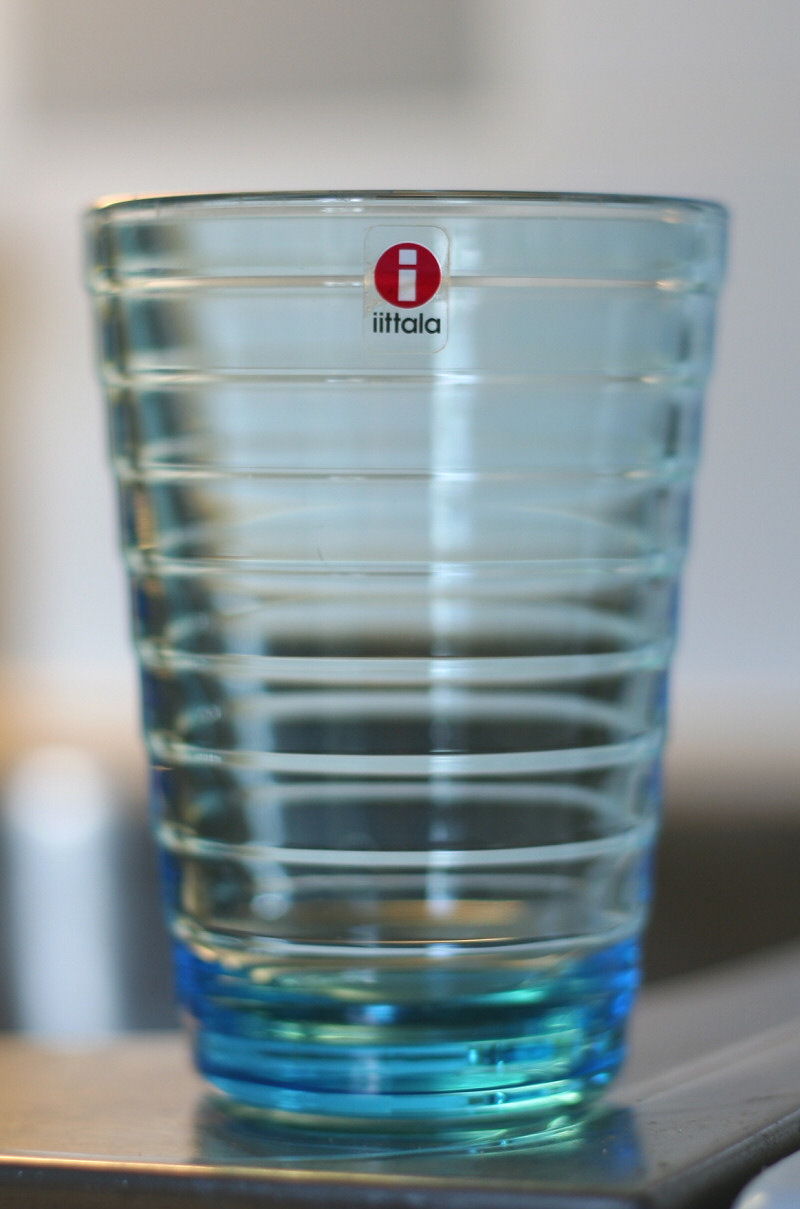
Vaso Bölgeblick

Marsio también diseñó varios objetos domésticos de vidrio para la empresa finlandesa Iittala. Su diseño más conocido es la serie de cristal Bölgeblick diseñada en 1932, con el cual obtuvo la Medalla de Oro en Diseño, en la VI Trienal de Milán de 1936. También colaboró con su marido en el diseño del célebre Vaso Savoy en 1936.

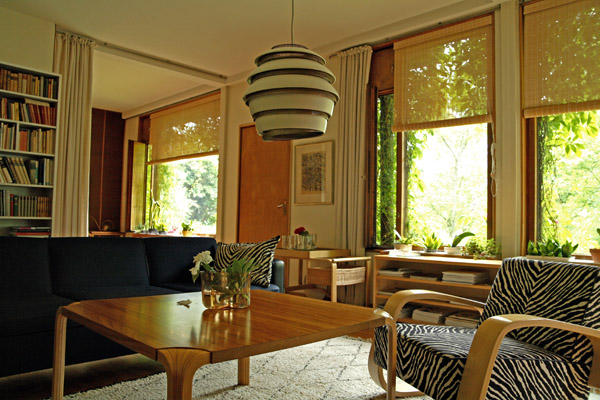
Casa de Aino y Alvar Aalto en Helsinki

En 1934, Aino y Alvar Aalto adquirieron un solar en Riihitie, Helsinki, donde comenzaron a diseñar su propia casa y oficina, la cual se finalizó en 1936. El diseño de esta les ofreció oportunidades para la innovación arquitectónica y la experimentación sobre aspectos constructivos y materiales, las cuales sirvieron como antecedente para el diseño de la Villa Mairea. En este caso, como en otras obras, ellos combinaron el pensamiento moderno y tradicional, los materiales naturales suavizan el lenguaje funcionalista.
En 1938, para el concurso del Pabellón de Finlandia para la Feria Mundial de Nueva York, la pareja participó por separado. Alvar ganó los dos primeros premios, mientras que Aino obtuvo el tercero. El pabellón que finalmente se construyó contiene ideas de las tres propuestas presentadas por la pareja.